# セジロクマノミ
セジロクマノミ (学名：Amphiprion sandaracinos)は、スズメダイ科に分類される海水魚の一種。和名の通り背中が白い事が特徴。イソギンチャクと共生しており、触手の影響は受けない。厳密な順位制を持っており、繁殖雌が最も大きく、繁殖雄が次に大きく、非繁殖雄は順位が下がるにつれて体も小さくなる。繁殖雌が死亡すると繁殖雄が性転換し、最大の非繁殖雌が繁殖雄になる。

## 形態
クマノミ属の中では小型で、全長は雌で11 cm、雄で3 - 6.5 cm。体は側扁した楕円形で、丸みを帯びている。体色は明るいオレンジ色で、背中の白帯は上唇から始まり、尾鰭基部で終わる。背鰭は部分的に白く、その他の鰭は体と同じ色。虹彩は明るい黄色。背鰭は9棘と6 - 18軟条から、臀鰭は2棘と12軟条から成る。

## 分布と生態
主にフィリピンからインドネシア、ニューギニアに至るインド太平洋中部に分布する。その他にも、オーストラリア北西部、クリスマス島、メラネシア、日本で見られる。水深20 mまでのサンゴ礁の斜面とラグーンに生息し、小規模な群れで生活する。
シライトイソギンチャク、アラビアハタゴイソギンチャクと共生する。卵は岩などに付着し、親が新鮮な海水を送り込んで維持する。ニューギニア島北部では、Amphiprion chrysopterusと交雑することがあり、雑種が生まれている。2011年の観察によると、本種とクマノミが同じイソギンチャクと共生しており、クマノミは他の魚は追い払っていたが本種に対しては何もしなかった。

## 人との関わり
温暖化、海の酸性化によるイソギンチャクの白化の影響を受けている。また飼育の為に多数捕獲されており、クマノミ属の取引量のうち、75%が野生個体であった。これにより一部地域では生息密度が低下しており、イソギンチャクの白化が促進されることが懸念されている。飼育下繁殖の例もある。